# Alejandro Sabella
Alejandro Sabella   (Buenos Aires, 5 de novembre de 1954 - Buenos Aires, 8 de desembre de 2020) fou un futbolista i entrenador de futbol argentí. Va ser el seleccionador de la selecció argentina de futbol entre 2011 i 2014.
Durant molt temps va ser ajudant de l'entrenador Daniel Passarella, amb qui va conformar el cos tècnic de diversos equips, com la selecció argentina de futbol, la selecció uruguaiana de futbol, el Parma Football Club, el Monterrey mexicà, el SC Corinthians brasiler i el River Plate del seu país natal.
L'any 2009 fou nomenat director tècnic de l'Estudiantes de la Plata en la qual seria la seva primera experiència com a màxim responsable tècnic d'un equip. Al comandament de l'equip de la ciutat de La Plata va aconseguir títols de bona envergadura, com la Copa Libertadores d'aquell any o el Torneig Apertura de 2010.
Aquests èxits el portarien a la selecció argentina de futbol, després de la sortida de Sergio Batista.
Amb la selecció argentina, quedà primer a les eliminatòries de classificació per a la Copa del Món de Futbol de 2014. i va arribar a la final del mundial.